# Pseudophilomedes darbyi
Pseudophilomedes darbyi is een mosselkreeftjessoort uit de familie van de Philomedidae. De wetenschappelijke naam van de soort is voor het eerst geldig gepubliceerd in 1989 door Kornicker in Kornicker & Iliffe.